# Szigeti Kilián
Szigeti (Miklós) Kilián (Szombathely, 1913. április 19. – Győr, 1981. december 25.) bencés szerzetes, pannonhalmi főiskolai tanár, a rendi kórus vezetője.
Apja Szigeti János vasúti irodakezelő. A szombathelyi premontrei gimnázium hat osztálya után jelentkezett bencésnek Pannonhalmán. Az érettségi után, 1931-ben szerzetesként kapta a Kilián nevet. Latin-történelem szakos tanári oklevelet szerzett. 
1938-ban Kelemen Krizosztom főapát Rómába küldte ki Pontificio Istituto di Musica Sacra egyházzenei pápai főiskolára, ahonnan négy év múlva egyházzenei doktorátussal tért haza. Ezt követően egész életét Pannonhalmán töltötte: gimnáziumi énektanár, főiskolai tanár, a rendi és a gimnáziumi kórus vezetője volt. 1950 után a székesegyház őreként két harangot is öntetett a bazilika részére és ő készíttette a Szent Benedek-kápolnában látható Jézus Szíve-szobrot. 
1947-49 között a budapesti Liszt Ferenc Zeneművészeti Főiskolán orgonatanulmányokat folytatott. Pannonhalmi munkásságának sajátos terméke a Rosa mystica című kéziratos kötet, amelyben lelki írók és misztikusok műveit fordította. Az 1946-ban megjelent Opus Dei bencésdiák-imakönyv énekes részét ő szerkesztette. Munkásságának elején magyar középkori liturgia-történettel foglalkozott. Életének utolsó időszakát az orgonatörténet és az orgona-építés munkálati tették ki.
Halála után jelent meg Münchenben a Dissertationes Hungaricae ex Historica Ecclesiastica sorozatban Pfeiffer János veszprémi kanonokkal közösen készített könyve: A veszprémi székesegyház zenéjének története.
A régi orgonákat hatalmas szorgalommal kutatta, és szakértővé lett az orgonaépítés területén is. Megkezdte a Régi magyar orgonák könyvsorozat megjelentetését. 1974-ben Kőszeg, majd Győr, Szombathely, Pécs és Eger városok orgonái következtek. Szeged régi orgonáiról írt monográfiája már halála után jelent meg. Munkája során több mint egy tucat új orgonát tervezett, javított. Pannonhalma környékének régi orgonáit az ottani Millenniumi Emlékmű épületében gyűjtötte össze.
1981. karácsonyán a győri kórházban halt meg. Szigeti Kilián olyan ember volt, akiben a képességek, a szorgalom és a szívós akarat harmóniában volt a gyakorlati, derűs életvitellel. A diákok szerették, órái mindig életszerűek voltak. Olyan tanár volt, aki akarva, akaratlanul nevelt.
Zeneszerzőként két népnyelvű, egyszólamú, orgonakíséretes miseordináriumával vált ismertté; a II. vatikáni zsinat utáni liturgia igényeihez alkalmazkodva írta meg az 1966-ban megjelent Missa Hungaricát, melynek "zenéje naiv gyermeki hitet, derűt tükröz, az egyszerű hívő számára könnyen befogadható dallamokkal, egyszerű harmonizálással", így a magyar katolikus templomok egyik legnépszerűbb népénekes miséjévé vált. 1977-ben a Szent István Társulat adta közzé másik népénekes miséjét, a Missa Brevis Hungarorumot. Sok zenei előadást tartott, felállította és gondozta a pannonhalmi Musicothecát, (kottatárat). Azon jeles bencések közé tartozik, akik a kapott talentumaikat jól kamatoztatták.
Szigeti Kilián írta "A 200 éves szombathelyi egyházmegye története." című tanulmánykötetben a "Szombathelyi egyházmegye zenéjének története" c. fejezetet, amely különlenyomat formájában is megjelent az Egyházmegyei Hatóság kiadásában.

## Művei
- Jubilate! A gregorián ének kézikönyve; Magyar Kórus, Bp., 1948
- Kántorképző tanfolyam; s.n., Pannonhalma, 1964
- Missa Hungarica; Szent István Társulat, Bp., 1966
- Régi magyar orgonák. Kőszeg; Zeneműkiadó, Bp., 1974
- Régi magyar orgonák. Győr; Zeneműkiadó, Bp., 1977
- Missa Brevis Hungarorum; Szent István Társulat, Bp. 1977
- Régi magyar orgonák. Szombathely; Zeneműkiadó, Bp., 1978
- Régi magyar orgonák. Pécs; Zeneműkiadó, Bp., 1979
- Régi magyar orgonák. Eger; Zeneműkiadó, Bp., 1980
- Régi magyar orgonák. Szeged; Zeneműkiadó, Bp., 1982
- Pfeiffer János–Szigeti Kilián: A veszprémi székesegyház zenéjének története; Molnár Ny., München, 1985 (Auróra könyvek)